# جائزة كتالونيا الكبرى للدراجات النارية 1997
جائزة كتالونيا الكبرى للدراجات النارية 1997 هو سباق دراجات نارية أقيم بتاريخ 14 سبتمبر 1997 في حلبة دي كاتلونيا. كان الجولة الثالثة عشر من أصل 15 في سباق الجائزة الكبرى للدراجات النارية موسم 1997. فاز الأسترالي ميك دوهان بفئة 500 سي سي بينما جاء الإسباني كارلوس تشيكا في المركز الثاني.

## وصلات خارجية
- الموقع الرسمي